# قائمة أنواع السكانديقس
يوجد عدة أنواع من جنس السقندس:
- سقندس أموري (الاسم العلمي:Scandix amurensis)
- سقندس أوشري (الاسم العلمي:Scandix aucheri)
- سقندس بلغاري (الاسم العلمي:Scandix bulgarica)
- سقندس بلنسي (الاسم العلمي:Scandix balansae)
- سقندس بيسيدي (الاسم العلمي:Scandix pisidica)
- سقندس جورجي (الاسم العلمي:Scandix georgica)
- سقندس حامل المماشط (الاسم العلمي:Scandix pectinifera)
- سقندس دمشقي (الاسم العلمي:Scandix damascena)
- سقندس ربيعي (الاسم العلمي:Scandix verna)
- سقندس سعيد (الاسم العلمي:Scandix laeta)
- سقندس شرقي (الاسم العلمي:Scandix orientalis)
- سقندس شعاعي (الاسم العلمي:Scandix radiata)
- سقندس شعري البذور (الاسم العلمي:Scandix trichosperma)
- سقندس صبغي (الاسم العلمي:Scandix tinctoria)
- سقندس صغير الثمار (الاسم العلمي:Scandix microcarpa)
- سقندس طورجيني (الاسم العلمي:Scandix turgida)
- سقندس عاري (الاسم العلمي:Scandix nuda)
- سقندس عريض الأوراق (الاسم العلمي:Scandix latifolia)
- سقندس فارسي (الاسم العلمي:Scandix persica)
- سقندس فلسطيني (الاسم العلمي:Scandix palaestina)
- سقندس قصير الثمار (الاسم العلمي:Scandix brachycarpa)
- سقندس متقابل الذرى (الاسم العلمي:Scandix apiculata)
- سقندس متقارب (الاسم العلمي:Scandix affinis)
- سقندس مشطي الشكل (الاسم العلمي:Scandix pectiniformis)
- سقندس مشعر (الاسم العلمي:Scandix hispida)
- سقندس مصري (الاسم العلمي:Scandix aegyptiaca)
- سقندس ممشط (الاسم العلمي:Scandix pecten)
- سقندس ناعم (الاسم العلمي:Scandix laevigata)
- سقندس نجمي (الاسم العلمي:Scandix stellata)
- سقندس نجيمي (الاسم العلمي:Scandix stellulata)
- سقندس وليلمسي (الاسم العلمي:Scandix wilhelmsii)
- سقندس إسباني (الاسم العلمي:Scandix hispanica)
- سقندس إيبيري (الاسم العلمي:Scandix iberica)
- سقندس أجرد (الاسم العلمي:Scandix glaberrima)
- سقندس ألفي الأوراق (الاسم العلمي:Scandix millefolia)
- سقندس أهلب (الاسم العلمي:Scandix hirsuta)
- سقندس بصيلي (الاسم العلمي:Scandix bulbosa)
- سقندس تشيلي (الاسم العلمي:Scandix chilensis)
- سقندس ثلاثي (الاسم العلمي:Scandix ternata)
- سقندس جنوبي (الاسم العلمي:Scandix australis)
- سقندس حرجي (الاسم العلمي:Scandix sylvestris)
- سقندس ذهبي (الاسم العلمي:Scandix aurea)
- سقندس شاهترجي (الاسم العلمي:Scandix fumarioides)
- سقندس شائع (الاسم العلمي:Scandix vulgaris)
- سقندس طوروسي (الاسم العلمي:Scandix taurica)
- سقندس عطري (الاسم العلمي:Scandix aromatica)
- سقندس عقدي (الاسم العلمي:Scandix nodosa)
- سقندس قصير الجذع (الاسم العلمي:Scandix brachypoda)
- سقندس كبير الأزهار (الاسم العلمي:Scandix grandiflora)
- سقندس كبير البذور (الاسم العلمي:Scandix macrosperma)
- سقندس كريتي (الاسم العلمي:Scandix cretica)
- سقندس مترنح (الاسم العلمي:Scandix temula)
- سقندس مشطي زهري (الاسم العلمي:Scandix pecten-veneris)
- سقندس مقرن (الاسم العلمي:Scandix cornuta)
- سقندس مقلم (الاسم العلمي:Scandix clavata)
- سقندس منقاري (الاسم العلمي:Scandix rostrata)
- سقندس نحيل الأوراق (الاسم العلمي:Scandix tenuifolia)
- (الاسم العلمي:Scandix gilanica)
- (الاسم العلمي:Scandix odorata)
- (الاسم العلمي:Scandix blepharicarpa)
- (الاسم العلمي:Scandix borziana)
- (الاسم العلمي:Scandix brevirostris)
- (الاسم العلمي:Scandix bulbocastanum)
- (الاسم العلمي:Scandix chevalieri)
- (الاسم العلمي:Scandix curvirostris)
- (الاسم العلمي:Scandix divaricata)
- (الاسم العلمي:Scandix eriocarpa)
- (الاسم العلمي:Scandix glochidiata)
- (الاسم العلمي:Scandix macrorhyncha)
- (الاسم العلمي:Scandix manjurkiana)
- (الاسم العلمي:Scandix nutans)
- (الاسم العلمي:Scandix parviflora)
- (الاسم العلمي:Scandix petraea)
- (الاسم العلمي:Scandix russeliana)
- (الاسم العلمي:Scandix tymphaea)
- (الاسم العلمي:Scandix tymphaea)